# Rozhledna Vinice
Rozhledna Vinice stojí nad údolím potoka Výmoly 1,4 km severovýchodně od centra Úval. Ocelový vysílač mobilních operátorů byl stavebně dokončen a zprovozněn v roce 2013, zpřístupněn veřejnosti měl být v červnu 2013, avšak město se nedohodlo s operátory na znění smlouvy a otevření rozhledny bylo odloženo na neurčito.
Po dlouhých jednáních byla rozhledna dne 30. dubna 2015 otevřena do každodenního provozu.